# A Casa das Belas Adormecidas
A Casa das Belas Adormecidas (em japonês 眠れる美女, Nemureru Bijo) é um livro do escritor japonês Yasunari Kawabata, publicado em 1961. Na obra, um idoso, sexagenário, protagoniza a trama em que, após uso de narcóticos, moças que dormem aguardam a chegada dos frequentadores. Eles podem tocar seus corpos, mas em tese apenas isto.
Esta obra serviu de inspiração a Gabriel García Márquez para o seu Memória de Minhas Putas Tristes publicado em 2004, bem como para a peça de 1983 The House of Sleeping Beauties, de David Henry Hwang. É digno de registro que ambos — Yasunari Kawabata em 1968 e García Márquez em 1982 — foram laureados com o Prêmio Nobel de Literatura.